# 大尖哥和水社姐
大尖哥和水社姐，是台灣邵族傳說中的一對夫妻，他們在太陽和月亮被惡龍偷走後設法殺死了惡龍，並且把太陽和月亮送回天上，拯救了世界。

## 傳說

### 背景
大尖哥和水社姐並不是住在日月潭附近的邵族人，而是住在大清溪旁，他們捕魚維生、日子過得很平淡。

### 日月消失
某天中午，兩人在河裡捕魚時，突然一陣巨響和天搖地動，太陽就不見了，四周也一片漆黑，兩人雖然很驚訝，但也搞不清楚狀況，只能先回家去；到了晚上月亮出來時，他們在大門口藉由月光補漁網，但這時又發生如同早上那樣的巨響，這回連月亮也不見了。

### 尋找原因
從那天起，天上再也沒有照明，每天都是黑漆漆的，夫婦倆只能燒柴火、並且點燃松蠟捕魚，然而時間一久，因為沒有陽光，植物開始枯萎，萬物的生活都越來越困苦，兩人認為太陽和月亮一定是掉在森林裡，因此啟程尋找。
他們在路上遇到了幾個都因沒有太陽和月亮而發愁的人，鼓勵他們繼續工作，並且聲稱自己一定會把日月帶回來，最後他們在一個老者的指點下來到日月潭，並且在潭水中發現兩條吞吐著太陽和月亮的惡龍，這才知道是被牠們偷走的。

### 對付惡龍
兩頭龍太過龐大，一口就可以把一個人吞進嘴裡，大尖哥和水社姐決定尋找其他對付惡龍的方法，他們潛入惡龍棲息的岩洞中，在裡面發現了被惡龍抓來為牠們做飯超過十年的老婦人，老婦人告訴夫婦倆她曾聽過惡龍在吃飯時提到，只有阿里山底下深埋的金斧頭和金剪刀可以殺死牠們，在兩人打算前往阿里山時，她還把惡龍交給她的鍋鏟和火叉借給他們去挖土。
夫婦倆拿著道具趕至阿里山，花了不少時間挖了一個大洞，終於找到了金斧頭和金剪刀，並且拿著他們回到日月潭，大尖哥首先將金斧頭丟進水裡，金斧頭便自動把兩頭惡龍砍得頭破血流，當牠們想要浮上水面飛走時，水社姐又丟出了金剪刀，自動剪斷了龍的喉嚨，惡龍最後終於都死了。

### 日月回歸
殺死惡龍後，夫婦倆不知道要怎麼讓太陽和月亮回到天上，他們又跑去問重獲自由的老婦人，老婦人指示他們挖出龍的眼珠吃下後，兩人的身體便越變越大，最後大到就像兩座山，他們拔起旁邊的棕櫚樹，托著太陽和月亮，把它們放回天上運行，才終於又有了白天。而為了避免又有惡龍偷走日月，他們分別變成大尖山和水社大山，永遠守在日月潭旁。

### 紀念
後來，族人為了感謝兩人的貢獻，他們來到日月潭邊，模仿兩人的舉動用竹竿托住拋上天的彩球，變成今日的托球舞，而日月潭的名字也是源自於此。

## 其他

### 其他版本
上述傳說在細節上有許多不同的版本，如指引夫婦倆的老人和婦人其實是山神的化身、或是他們在拿到武器後，還跟惡龍纏鬥一段時間才分出勝負等。

### 文化
日月潭過去因為其地理符合風水觀念中的「廕龍池」而被漢人這麼稱呼，而且圍繞著潭水的輪龍嶺與青龍山，看起來也很像爭奪著珠子（拉魯島）的雙龍，而且邵族受漢人文化影響較深，上述傳說很有可能是受到這些影響而出現的。